# Hidrogenólisis
La Hidrogenólisis es una reacción química donde un enlace simple carbono-carbono o carbono-heteroátomo es separado por hidrógeno. El heteroátomo puede variar pero usualmente es oxígeno, nitrógeno o azúfre. Una reacción relacionada es la hidrogenación donde se añade hidrógeno a la molécula sin romper enlaces simples. Usualmente la hidrogenólisis es llevada a cabo catalíticamente usando hidrógeno gaseoso. 

## Historia
El término "hidrogenólisis" fue acuñado por el inventor y pionero de la química orgánica Carleton Ellis en referencia a la hidrogenólisis de enlaces carbono-carbono. Previamente, el químico Paul Sabatier ya había observado la hidrogenólisis del alcohol bencílico a tolueno. En 1906, Padoa y Ponti habían observado la hidrogenólisis de alcohol furfurílico. Los químicos Homer Burton Adkins y Ralph Connor fueron los primeros en nombrar la ruptura del enlace carbono-oxígeno "hidrogenólisis".

## En la industria petroquímica
En refinerías de petróleo, la hidrogenólisis catalítica de las materias primas es llevada a cabo a gran escala para remover azufre de las materias, liberando sulfuro de hidrógeno (H2S). El sulfuro de hidrógeno es después recuperado en un proceso de endulzamiento y finalmente convertido en azufre elemental mediante el proceso de Claus. En esta industria, las unidades que llevan a cabo el proceso de desulfuración son usualmente llamadas hidrodesulfuradores (HDS). Los catalizadores están basados en sulfuro de molibdeno dopado con pequeñas cantidades de cobalto o níquel. La hidrogenólisis es acompañada por una reacción de hidrogenación.
Otra reacción de hidrogenólisis de importancia comercial es la hidrogenólisis de ésteres para formar alcoholes mediante catalizadores como el dicromito de cobre.

## En el laboratorio
En el laboratorio, la hidrogenólisis es usada en síntesis orgánica. La desbencilación es la reacción más común e implica la separación de éteres bencílicos. 
ROCH2C6H5  +  H2   →   ROH  +  CH3C6H5
La hidrogenólisis en tiocetales se lleva a cabo utilizando níquel Raney mediante la reducción de Mozingo.
La hidrogenólisis de laboratorio es operacionalmente similar a la hidrogenación y puede ser llevada a cabo a presión atmosférica mediante la agitación de la mezcla de reacción bajo atmósfera de hidrógeno. El hidrógeno puede ser proporcionado al colocar un globo lleno de este gas sobre el matraz de reacción y depurando el sistema. A altas presiones, un autoclave de hidrogenación o un equipo similar es requerido.